# Maximiliano de Liechtenstein
Maximiliano Nicolau Maria de Liechtenstein (São Galo, 16 de maio de 1969) é o segundo filho do príncipe soberano Hans-Adam II de Liechtenstein e de sua esposa, Marie. Seu irmão mais velho é o príncipe herdeiro Alois.
Depois de terminar sua educação em Vaduz, ele foi estudar em Frankfurt School of Finance & Management ( HfB), uma instituição particular em Frankfurt, Alemanha, graduando-se em 1993. Em 1998, obteve seu mestrado em administração de empresas em Harvard Business School, Estados Unidos. Profissionalmente, as pessoas referem-se a ele como "Príncipe Max". 
Em 29 de janeiro de 2000, em Nova Iorque, Maximilian casou-se com a estilista plebéia Angela Brown, nascida no Panamá. Eles tiveram um filho, o príncipe Alfons Constantin Maria de Liechtenstein, nascido em Londres, em 18 de maio de 2001.
A família vive em Hamburgo, Alemanha. Desde a primavera de 2006, ele é o diretor executivo do Grupo LGT.